# Bitwa pod Bergen
Bitwa pod Bergen – starcie zbrojne, które miało miejsce niedaleko Frankfurtu nad Menem 13 kwietnia 1759 roku, w czasie wojny siedmioletniej.

## Wstęp
Ponieważ kampania roku 1759 została otwarta, książę Ferdynand ruszył ukradkiem wczesnym marcem na Francuzów. Jego celem był Frankfurt, gdzie Francuzi mieli bazę nad rzeką Men. Intencją było usunięcie Francuzów z Westfalii i przechwycenie inicjatywy przez siły sojusznicze. Pod koniec miesiąca jego armia liczyła około 27 000 ludzi zgrupowanych w trzech dywizjach. Jedna była pod dowództwem Erbprinza, druga księcia Isenburga, zaś trzecia – księcia Holstein-Gottorp.
Działania rozpoczęły się odbiciem Fuldy i Meiningen z rąk Reichsexecutionsarmee pod dowództwem feldmarszałka, księcia Fryderyka Michała von Zweibrücken. Ponieważ cesarska armia wycofała się do Czech, Ferdynand ruszył do Hesji mając nadzieję dopaść korpus de Brogliego, zanim otrzyma on posiłki. Broglie jednak zdołał wzmocnić korpus kontyngentem Sasów generała von Dyherrna oraz francuskimi pułkami, które był w stanie zebrać. Rozmieścił on swą małą armię w umocnionym mieście Bergen (dziś dzielnica Frankfurtu nad Menem) i czekał na rozwój wypadków.

## Bitwa
Pole bitwy stanowiło z natury obronną pozycję. Ufortyfikowane miasto Bergen znajdowało się na francuskiej prawej flance, na urwistym, górującym nad zalewowymi równinami Menu wzgórzu i nie było możliwości flankowania francuskiej pozycji z tej strony. Na północny zachód od miasta znajdowało się „Berger-Warte,” niskie wzgórze, które górowało nad centrum, na szczycie którego stała (i wciąż stoi) stara wieża. Na lewo było miasto Vilbel, położone nad rzeką Nidda, której równina zalewowa była pokryta przez rozległe lasy. Broglie rozmieścił gros piechoty w i za miastem Bergen. Na lewym skrzydle, w lasach rozmieścił lekką piechotę wspartą przez kontyngent saski oraz pewną ilość kawalerii. Większa część jego artylerii znalazła się w centrum zgrupowana w ośmiu bateriach. Za działami stanęła większość kawalerii oraz rezerwy. To rozstawienie było przez historyków ocenione jako wyprzedzające czasy napoleońskie, gdyż chętnie było stosowane przez Napoleona, natomiast w połowie XVIII wieku nie było w użyciu.
Armia Ferdynanda przybywała na teren bitwy stopniowo. Ferdynand osobiście towarzyszył awangardzie dowodzonej przez Erbprinza. Ponieważ Ferdynand omyłkowo uważał, iż Francuzi jeszcze się nie rozwinęli całkowicie, rozkazał bezpośredni atak, nie czekając na dwie pozostałe dywizje.
O godzinie 8.00 miasto Vilbel zostało zajęte przez lekką piechotę Freytaga. Także „Am Hohen Stein” – inne niskie wzgórze położone na wschód od „Berger-Warte” znalazło się w sojuszniczych rękach. Dostrzegając, iż Bergen stanowi kluczową pozycję, o 8.30 Ferdynand rozkazał zaatakować stanowiska francuskie tam ulokowane. Początkowy atak sojuszników przyniósł sukces, odrzucając francuską piechotę od zajmowanych przez nią płotów i ogrodów w kierunku miasta. Widząc to Broglie posłał posiłki, które z kolei zmusiły sojuszników do odwrotu na pierwotne pozycje.
O godzinie 10.00 przybyła dywizja księcia Isenburga. Isenburg rzucił swe siły do walki, znów zmuszając Francuzów do wycofania się do Bergen. Broglie natychmiast kontratakował z pomocą większej ilości rezerwowych oddziałów, wprowadzający nieporządek w szeregach sojuszników i zmuszając ich do odwrotu raz jeszcze. Isenburg został zabity, gdy próbował skupić swych ludzi. Stworzyło to pewne trudności w szeregach sojuszników, gdyż Ferdynand musiał osobiście przywracać porządek w szeregach dywizji Isenburga.
W tym czasie, walki zaczęły zamierać. Kiedy Broglie wysunął swą rezerwową kawalerię naprzód, Ferdynand był w stanie ocenić siłę armii przeciwnika. Oprócz tego, francuska artyleria silnym ogniem zmusiła przeciwnika do opuszczenia „Am Hohen Stein”. Mimo że dywizja Holstein-Gottorp ostatecznie przybyła na teren bitwy, przygotowywania do kolejnego ataku zostały zarzucane i walka zamieniła się w pojedynek artyleryjski, który trwał do późnego wieczoru, kiedy sojusznicy wycofali się. Chociaż było to wyraźne francuskie zwycięstwo, Broglie nie ścigał energicznie przeciwnika, który zdołał się wycofać w kierunku Minden.
Bitwa ta była najciemniejszym momentem w życiu Ferdynanda, i nawet jego szwagier, Fryderyk II Wielki współczując mu, próbował podnieść go na duchu. Ferdynand odzyskał jednak pewność siebie jeszcze w tym samym roku po bitwie pod Minden.